# Miguel Ángel Brindisi
Miguel Ángel Brindisi (Almagro, 8 ottobre 1950) è un allenatore di calcio ed ex calciatore argentino, di ruolo centrocampista.

## Carriera
Nato da una famiglia italiana emigrata in Argentina, con l'Argentina prese parte al campionato del mondo 1974. È considerato tra i migliori giocatori argentini di tutti i tempi.
Centrocampista elegante, dotato di grande tecnica, era capace di fornire assist ma anche di segnare come un attaccante tanto da essere, con 194 gol, nella top ten dei migliori cannonieri della storia del calcio argentino.

## Palmarès

### Giocatore

#### Club
- Campionato argentino: 2

Huracán: Metropolitano 1973
Boca Juniors: Metropolitano 1981

#### Individuale
- Capocannoniere del campionato argentino: 1

Metropolitano 1972 (21 reti)
- Calciatore argentino dell'anno: 1[1]

1973
- Undici ideali di calcio dell'Argentina[2]

2000

### Allenatore

#### Competizioni nazionali
- Liga Nacional de Fútbol (Guatemala): 2

CSD Municipal: 1987, 1988
- Campionato ecuadoriano: 2

Barcelona SC: 1989, 1991
- Primera División (Argentina): 1

Independiente: 1994

#### Competizioni internazionali
- Supercopa Sudamericana : 1

Independiente: 1994
- Recopa Sudamericana: 1

Independiente: 1995